# كنطولة (إمي نولاون)
كنطولة هي إحدى مشيخات المملكة المغربية، تتبع جغرافيا لإقليم ورززات وإداريًا لإمي نولاون. يقدر عدد سكانها بـ 2797 نسمة حسب الإحصاء الرسمي للسكان والسكنى لسنة 2004.